# 공생원 사무실
공생원은 전라남도 목포시 죽교동에 있다. 2012년 5월 21일 목포시의 문화유산 제19호로 지정되었다.

## 개요
1928년 기독교 전도사로 ‘거지대장’으로 불렸던 윤치호가 7명의 부모 잃은 아이들과 같이 생활하게 된 것이 공생원의 시작이다. 그는 1938년 봉사정신이 각별했던 일본인 여성 다우치지즈꼬(윤학자)와 결혼하여 그와 함께 고아들을 보살피는데 전념했다. 1951년 광주에 식량을 구하러 갔던 윤치호가 행방불명되었으나 윤학자는 일본에 돌아가지 않고 공생원을 돌보았다. 그는 그 공로로 1962년 문화훈장을 받고 1965년 제 1회 목포시민상을, 1968년 일본 황실에서 남수포장을 받는 등 민간대사로써 한일 가교의 중요한 역할을 했다. 공생원은 한국 사회 복지의 뿌리가 되어 현재까지 4천명의 아이들이 이곳에서 자랐다.